# Aniversário Oficial do Grande Duque

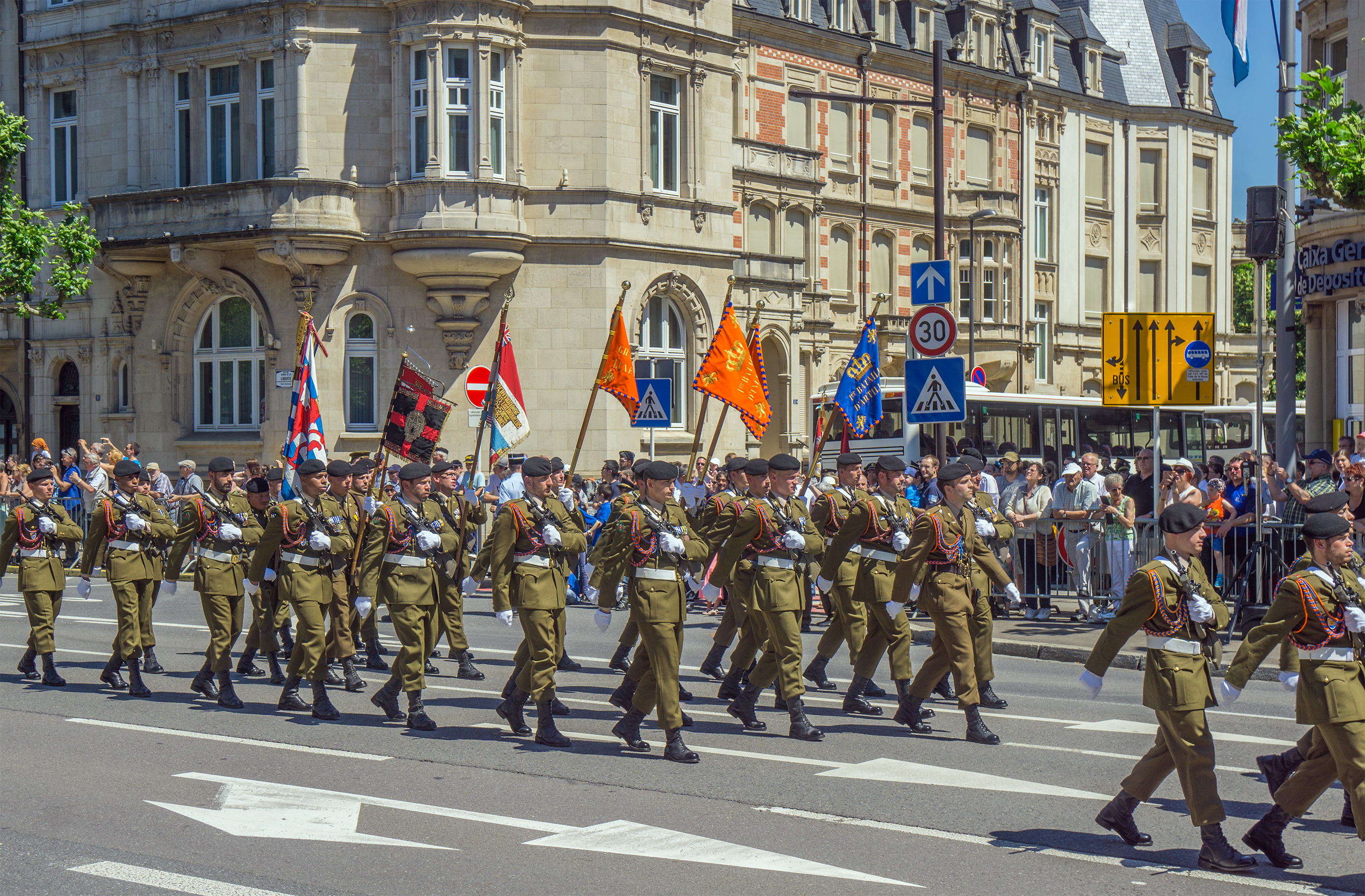
Aniversário Oficial do Grande Duque em 2016.

O Aniversário Oficial do Grande Duque (francês:Célébration publique de l'anniversaire du souverain) é celebrado é um feriado nacional anual que ocorre em Luxemburgo. Quando a monarquia de Luxemburgo é representada por uma mulher, é conhecido como Aniversário Oficial da Grande Duquesa.

## História do feriado
O aniversário da monarquia nem sempre foi comemorado no dia 23 de junho. Na época do rei Guilherme I (1815-1840), a data era dia 24 de abril (apesar do seu aniversário ser dia 25 de agosto) e no período de Guilherme II (1840-1849), era no dia 6 de dezembro (no seu aniversário). Essa mudança criou uma estranha situação de comemorar dois aniversários de Grande Duque em 1840. Com Guilherme III (1849-1890), a data foi mudada para 17 de junho até 1859, mudando depois para o dia 19 de fevereiro (dois dias depois de seu aniversário).
Com a separação da ordem de sucessão, os tronos do Países Baixos e Luxemburgo se dividiram em 1890. Os monarcas da Casa de Nassau-Weilburg celebravam seu Aniversário Oficial em seus respectivos aniversários. Em 1947, o dia foi declarado feriado nacional. Ambos os monarcas Carlota de Luxemburgo e seu Herdeiro aparente (e regente) João de Luxemburgo nasceram em janeiro, houve um medo de que seus atuais aniversários se tornassem feriados nacionais, sendo celebrado em um período de clima frio. Mas, em 23 de dezembro de 1961, a data foi fixada no dia 23 de junho por um decreto do Grande Duque.